# Rajur
Rajur é uma vila no distrito de Yavatmal, no estado indiano de Maharashtra.

## Geografia
Rajur está localizada a 19° 14′ N, 73° 47′ L. Tem uma altitude média de 741 metros (2431 pés).

## Demografia
Segundo o censo de 2001, Rajur tinha uma população de 11,677 habitantes. Os indivíduos do sexo masculino constituem 52% da população e os do sexo feminino 48%. Rajur tem uma taxa de literacia de 70%, superior à média nacional de 59.5%: a literacia no sexo masculino é de 78% e no sexo feminino é de 62%. Em Rajur, 13% da população está abaixo dos 6 anos de idade.